# Pista Ilio Colli
La Pista Ilio Colli è una pista sciistica situata a Cortina d'Ampezzo, in Italia. La pista fu teatro dello slalom gigante maschile di sci alpino durante i VII Giochi olimpici invernali, disputati a Cortina d'Ampezzo nel 1956; realizzata sul monte Faloria, all'arrivo della pista furono installate tribune provvisorie per l'evento, per una capienza di 7 920 spettatori.

## Albo d'oro
Di seguito sono riportati i podi relativi alle massime competizioni internazionali disputate sulla Pista Ilio Colli.

### Maschile

#### Slalom gigante
| Data            | Competizione                  | Primo       | Secondo          | Terzo           |
| --------------- | ----------------------------- | ----------- | ---------------- | --------------- |
| 29 gennaio 1956 | VII Giochi olimpici invernali | Toni Sailer | Andreas Molterer | Walter Schuster |